# Мочернюк Дмитро Юрійович

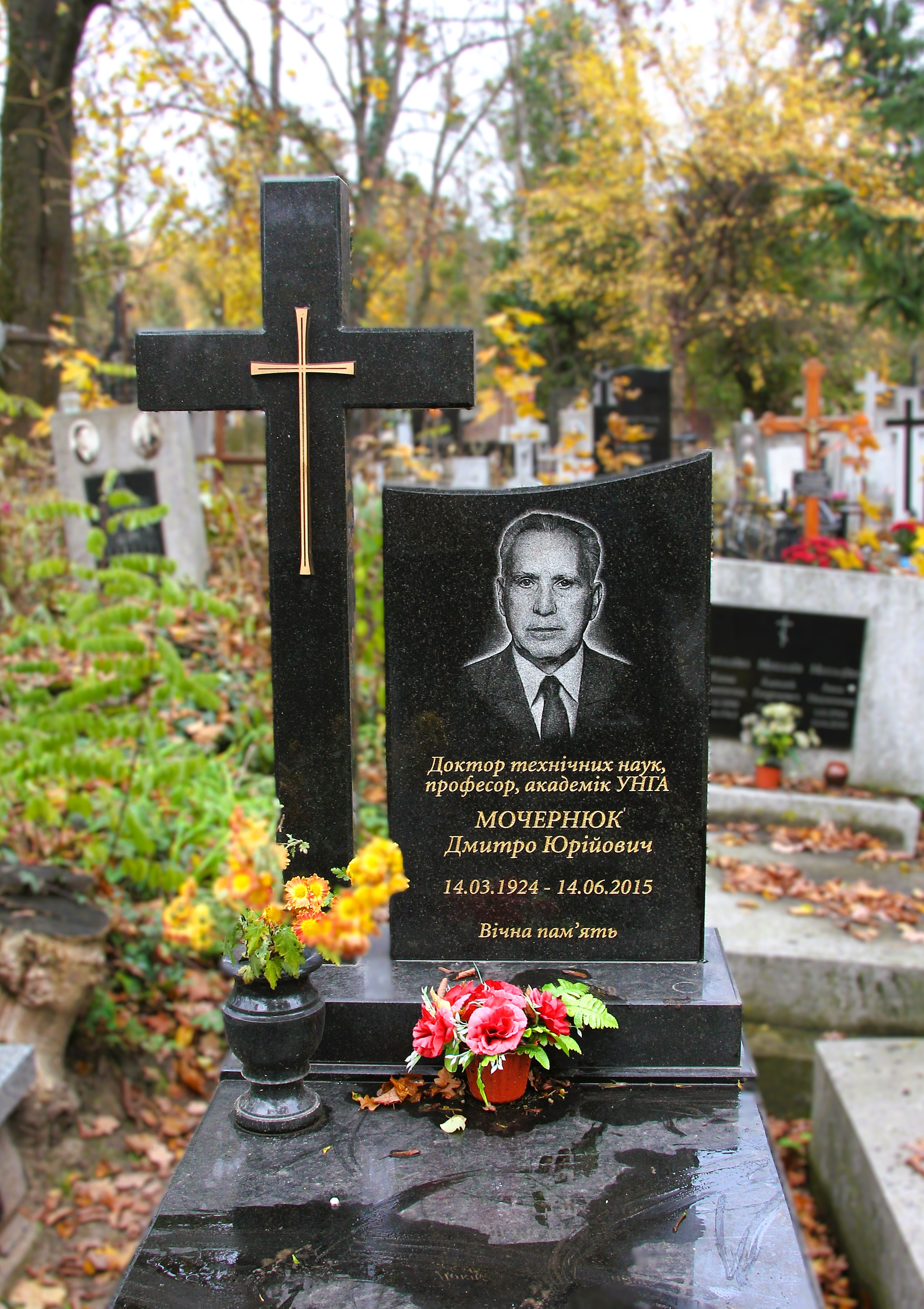
Нагробок на могилі професора Д.Мочернюка.

Дмитро Юрійович Мочернюк (14 березня 1924, с. Товмачик, Станиславівське воєводство — 14 червня 2015, Львів, Україна) — український науковець; фахівець у галузі механіки. Доктор технічних наук, професор.
Заслужений працівник газової промисловості України.

## Біографія
Народився 14 березня 1924 року у селі Товмачик (зараз Коломийський район Івано-Франківської області).
У 1951 році закінчив Львівський політехнічний інститут (зараз Національний університет «Львівська політехніка») і з того часу там працює. Пройшов трудовий шлях від асистента кафедри буріння нафтових і газових свердловин до керівника теплотехнічного факультету.
У 1958 році захистив кандидатську дисертацію, у 1969-му — докторську.
До виходу на пенсію у 2000 році, працював на посаді професора кафедри опору матеріалів.
Помер 14 червня 2015 року у Львові. Похований на Янівському цвинтарі.

## Наукова діяльність
До сфери наукових досліджень входили галузі нафтопромислової механіки, механіки деформівного твердого тіла, кріплення свердловин і гірничої механіки.
Автор (співавтор) понад 140 наукових праць, серед яких: «Исследование и расчет резьбовых соединений труб, применяемых в нефтедобывающей промышленности» (1970), «Некоторые проблемы расчета обсадных труб на прочность» (1972), «Физическое моделирование инженерных процессов» (1987), «Вплив геомеханічних чинників на технологію буріння глибоких нафтогазових свердловин» (2004), «Термодинаміка у графоаналітичному дослідженні» (2004) та ін.